# Mateus Aleluia
Mateus Aleluia Lima OMC (Cachoeira, 25 de setembro de 1943), conhecido como Seu Mateus ou Mateus Aleluia, é um musico, cantor, compositor e pesquisador brasileiro, remanescente da formação original do conjunto musical Os Tincoãs.
Iniciou sua carreira em sua cidade natal no Recôncavo Baiano e junto com Dadinho foi responsável pelo perfil artístico ideológico dos Tincoãs, considerado o primeiro grupo vocal a expressar, na história da Música Popular Brasileira, a herança cultural – musical e linguística – de diferentes povos africanos que aqui aportaram. A ligação estreita que estabeleciam com a África tornou-se uma realidade concreta na vida de Mateus e Dadinho
Mudou-se para Angola em 1983, onde passou a desenvolver um trabalho de pesquisa cultural. Contratado pela Secretaria de Cultura de Estado de Angola, viajou o país ao encontro de mestres e mestras dos mais diversos saberes. Sua pesquisa é focada na ancestralidade musical pan-africana.
Em 2002, a pedido do Governo Federal, regressou ao Brasil, e em 2010 estreou com Cinco Sentidos, seu primeiro álbum solo, produzido pelo Selo Garimpo e patrocinado pela Petrobrás. Em 2017 lançou Fogueira Doce, um novo álbum produzido de maneira independente. Também participou de um documentário biográfico com expectativa de lançamento em 2020.

## Discografia
- Cinco Sentidos (2010)
- Fogueira Doce (2017)
- Olorum (2020)
- Afrocanto das Nações (2021)
- Mateus Aleluia (2025)

## Prémios e indicações

### Grammy Latino
| Ano  | Categoria                                             | Indicação            | Resultado |
| ---- | ----------------------------------------------------- | -------------------- | --------- |
| 2022 | Melhor Álbum de Música de Raízes em Língua Portuguesa | Afrocanto das Nações | Indicado  |